# Ericsson Technology Licensing
Ericsson Technology Licensing AB var ett dotterbolag i Ericssonsfären, inriktat på utveckling och licensiering av Bluetooth-teknik för kortdistansradio. Kontoret fanns Lund.
År 1994 inleddes en sidoverksamhet inom Ericsson Mobile Communications med kortdistansradiotekniken Bluetooth och från 1997 inleddes samarbete med Intel. År 1998 bildades en intressegrupp, Bluetooth Special Interest Group tillsammans med Intel, IBM, Nokia och Toshiba, och år 2000 avknoppades företaget Ericsson Technology Licensing AB för att förvalta tekniken, samtidigt som den första produkten, ett headset, nådde marknaden.
Ericsson Microelectronics utvecklade i samarbete med Ericsson Technology Licensing Bluetoothmoduler under 1999. Dessa var avsedda att integreras i datorer, mobiltelefoner eller annan elektronik. Modulerna var tillverkade av tre chip: basband (som innehöll CPU och RAM), flashminne samt RF-ASIC för radiokommunikation. Basbandschippet tillverkades i en 0.25um kiselprocess och RF-chippet i en 0.5um-process.
Under telekomkrisen genomförde Ericsson en stor outsourcing av företagets IT-avdelning till Hewlett-Packard, och i samband med detta krävdes motköp från HP. Per Jomer och Maria Khorsand förhandlade därför år 2002 fram ett avtal där Ericssons Bluetoothmoduler monterades i HP:s laptops.
I efterdyningarna av telekomkrisen och ett till en början ljumt mottagande på marknaden, där Microsoft först avstod från att integrera stöd för Bluetooth i Windows XP, drabbades bolaget av förluster. I augusti 2004 meddelades att företaget skulle sluta utveckla bluetoothlösningar, och företaget skulle upplösas.
Företaget hade i detta läge 125 anställda, och Ericsson beslutade att låta valda delar av företaget gå upp i Ericsson Mobile Platforms som bildats året efter Ericsson Technology Licensing.